# Pseudonapomyza jacutica
Pseudonapomyza jacutica är en tvåvingeart som beskrevs av Zlobin 2002. Pseudonapomyza jacutica ingår i släktet Pseudonapomyza och familjen minerarflugor. Inga underarter finns listade i Catalogue of Life.